# Pseudoasaphus
Genre
Espèces de rang inférieur
- † P. globifons Eischwald, 1857, espèce type
- Sinon : voir paragraphe #Espèces.

Pseudoasaphus est un genre fossile de trilobites de la famille fossile des Asaphidae.

## Classification
Le genre Pseudoasaphus est décrit en 1901 par le paléontologue russe Friedrich Schmidt  (1832-1908),,. 

### GBIF,IRMNG&Taxonomicon: 1904?!
On peut signaler que GBIF et IRMNG, ainsi que Taxonomicon datent « postérieurement » ce genre de 1904,,,.

### Fossiles
Selon Paleobiology Database en 2024, le nombre de collections de fossiles référencées est de vingt-trois.
Ces collections sont du Darriwilien de l'Ordovicien moyen au Kukruse de l'Ordovicien supérieur, soit donc datées de 467,3 à 456,8 Ma avant notre ère.

### Répartition
Ces collections de fossiles référencés sont rencontrés en Chine (trois), en Estonie (une), en Iran (une), en Norvège (dix) et en Suède (huit).

## Espèces
Selon Paleobiology Database en 2024, le nombre d'espèces référencées est de deux :
- † Pseudoasaphus globifrons Eischwald, 1857, espèce type
- †Pseudoasaphus limatus Jaanusson, 1953[2].

### Praecurrens
Auxquelles, il faudra probablement ajouter Pseudoasaphus praecurrens selon l'image de 2003 en référence dans l'infobox, et venant du Muséum de Toulouse. Pseudoasaphus praecurrens Schmidt, 1904

### Wikispecies
Wikispecies ajoute encore deux autres espèces, mais sans préciser les références :

- Pseudoasaphus lesnikovae.

### Publication originale
- [1901] (de) Friedrich Schmidt, « Revision der ostbaltischen silurischen Trilobiten. Abtheilung V: Asaphiden; Lieferung II. Die Gattungen Asaphus sens. str., Onchometopus, Isotelus und Niobe enthaltend. », Mémoires de l'Academie Impériale des Sciences de St.-Petersbourg, VIII'e Série, vol. XII, no 8,‎ 1901, p. 1-113, 12 pls., 64 text-figs.